# Gobio lozanoi
Gobio lozanoi är en fiskart som beskrevs av Ignacio Doadrio och Madeira 2004. Gobio lozanoi ingår i släktet Gobio och familjen karpfiskar. IUCN kategoriserar arten globalt som livskraftig. Inga underarter finns listade i Catalogue of Life.